# Солодовник Ганна Іванівна
Ганна Іванівна Солодовник (нар. 27 березня 1940, тепер Сахновщинський район, Харківська область) — українська радянська діячка, доярка, завідувач молочнотоварної ферми колгоспу імені Чкалова Сахновщинського району Харківської області. Депутат Верховної Ради СРСР 8-го скликання.

## Життєпис
Народилася в селянській родині. Батько загинув на фронтах Другої світової війни. Освіта неповна середня.
У 1957—1970 роках — колгоспниця, телятниця, доярка, з 1970 року — завідувач молочнотоварної ферми колгоспу імені Чкалова села Новоолександрівки Сахновщинського району Харківської області.
Потім — на пенсії в селі Новоолександрівка Сахновщинського району Харківської області.

## Нагороди
- орден «Знак Пошани» (1966)
- медалі